# 晉姬
晉姬，姬姓，春秋时期晋国人，邾国君主邾文公的第二妃。
晉姬为邾文公生子捷菑。前614年（周顷王五年、鲁文公十三年）五月，邾文公去世。邾国立齐姜生的貜为邾定公，捷菑逃亡到晋国。鲁文公派遣使者前去吊丧，礼仪不周到。邾国兴师问罪，攻打鲁国南部边境，叔仲惠伯于是领兵攻打邾国。前613年（周顷王六年、鲁庄公十四年、晋灵公八年），晉国趙盾率领諸侯之師八百乘，想要捷菑回到邾国。邾人说公子貜年長，趙盾于是還军。